# ミーガン・タンディ
ミーガン・タンディ（Meagan Tandy、1985年5月3日 - ）は、アメリカ合衆国の女優。

## 出演作品

### 映画
- アンストッパブル（マヤ）
- ピラニア リターンズ（アシュリー）
- Beverly Hills Cop ※テレビ映画
- チキンがおいしいレストラン（サーシャ）

### テレビシリーズ
- 新ビバリーヒルズ青春白書
- 恋のからさわぎ
- DARK BLUE/潜入捜査
- CSI:マイアミ
- 地味っこジェーンの大胆な放課後（ルル・ポープ）
- ダニーのサクセス・セラピー
- NCIS:LA 〜極秘潜入捜査班
- STALKER : ストーカー犯罪特捜班
- UnREAL（シャンタル）
- BATWOMAN/バットウーマン（ソフィー・ムーア）